# Санта Порада (Каљари)
Санта Порада је насеље у Италији у округу Каљари, региону Сардинија.
Према процени из 2011. у насељу је живело 44 становника. Насеље се налази на надморској висини од 11 м.